# تعداد الولايات المتحدة 1960
تعداد الولايات المتحدة 1960 كان التعداد الثامن عشر للسكان يجرى في الولايات المتحدة. تم إجراء التعداد في 1 أبريل 1960. تم تقدير العدد الكلي للسكان بحوالي 179,323,175 بزيادة 18.5% عن التعداد السابق في عام 1950.

## وصلات خارجية
- بيانات تاريخية لتعداد سكان الولايات المتحدة